# یوشینوبا سوتسویی
یوشینوبا سوتسویی (به ژاپنی: 筒井 義信) (زاده ۱۹۵۴) کارآفرین، بازرگان و مدیر ارشد اجرایی ژاپنی است، که اکنون به‌عنوان مدیر عامل اجرایی و رییس هیئت مدیره شرکت نیپون لایف فعالیت می‌کند.